# Daqing He (vattendrag i Kina, lat 39,06, long 116,92)
Daqing He (kinesiska: 大清河) är ett vattendrag i Kina. Det ligger i den östra delen av landet, 100 km söder om huvudstaden Peking.